# Badri Jasaia
Badri Jasaia –en georgiano: ბადრი ხასაია– (24 de septiembre de 1979) es un deportista georgiano que compitió en lucha grecorromana. Ganó dos medallas en el Campeonato Mundial de Lucha, plata en 2002 y bronce en 2007, y tres medallas en el Campeonato Europeo de Lucha entre los años 2002 y 2008.

## Palmarés internacional
| Campeonato Mundial | Campeonato Mundial    | Campeonato Mundial | Campeonato Mundial |
| Año                | Lugar                 | Medalla            | Categoría          |
| ------------------ | --------------------- | ------------------ | ------------------ |
| 2002               | Moscú (Rusia)         | Medalla de plata   | 74 kg              |
| 2007               | Bakú (Azerbaiyán)     | Medalla de bronce  | 84 kg              |
| Campeonato Europeo |                       |                    |                    |
| Año                | Lugar                 | Medalla            | Categoría          |
| 2002               | Seinäjoki (Finlandia) | Medalla de oro     | 74 kg              |
| 2005               | Varna (Bulgaria)      | Medalla de bronce  | 84 kg              |
| 2008               | Tampere (Finlandia)   | Medalla de plata   | 84 kg              |